# 抗精子抗体
抗精子抗体（こうせいしこうたい、Antisperm antibodies, ASA）は、精子に対する抗体である。不妊の原因として知られる。

## 型・種類
抗精子抗体はIgG、IgA、IgMの免疫グロブリンであり、精子抗原に対して指向性を示す。
精子不動化抗体、精子凝集抗体、受精阻害抗体に分類されるものは、卵子への受精過程を障害し、不妊症の発生の原因となる。
抗精子抗体は、男性の射出精液、血清、女性の子宮頸管粘液、卵胞液、血清中に検出される。IgGとIgAは血清や性器分泌液中に存在する可能性があるが、IgMは血清中にのみ存在する。性器分泌液中に存在するIgGは局所で産生されるか血清から移行するかのどちらかであるが、IgAは分泌型であるので常に局所で産生される。

## 原因
男性については、血液精巣関門が破壊されることが抗精子抗体産生の原因として確認されていた。原因としては、精巣の外傷や手術、睾丸炎（流行性耳下腺炎）、精索静脈瘤、細菌感染（精巣上体炎、前立腺炎）、精巣腫瘍、無防備なアナルセックスなどとされてきた。しかし、前述の疾患と抗精子抗体産生との関連については議論の余地がある。唯一、慢性的な閉塞（精管結紮術後の精管再建術）のみは、恒常的に高い抗精子抗体力価をもたらすことが確実である。血液精巣関門の突破とは別に、精巣上体の膨隆、腔内圧力の上昇、精子の貪食に繋がる精子肉芽腫の形成が一因となっていると思われる。
2017年現在、一般に女性が抗精子抗体を発症しない理由や、発症する女性がいる理由は不明である。最も明確な相関関係は、パートナーの男性が精液中に抗精子抗体を持つ女性は抗精子抗体を発症しやすいこと、抗精子抗体を持つ女性はパートナーの精子のみに反応し、他の男性の精子には反応しない傾向があることである:161。女性がどのようにして抗精子抗体を形成するかについては、微生物抗原との交差反応性、パートナーの精液中の抗精子抗体に対して上昇した抗体、パートナーの精液中の抗精子抗体に対するサイトカイン駆動性の免疫反応などが考えられている:165–169。女性の場合、性交後の性器内の精子は抗精子抗体の産生の原因ではない。しかし、性交中の膣粘膜の外傷や、口腔性交や肛門性交によって精子が消化管に侵入した場合には、この可能性がある。

## 生殖過程への影響
男女共に、抗精子抗体の産生は精子の表面抗原に対して指向され、精子の運動性や女性の生殖管を通過する行程を阻害し、受精能や先体反応の阻害、受精障害、着床プロセスへの影響、胚の発生・発育障害などを引き起こす可能性がある。

## 診断
様々な生物学的試料中の抗精子抗体を同定するために、様々な検査が開発されてきた。しかし、現在WHOがヒト精子抗体の評価に推奨しているのは、混合抗グロブリン反応（Mixed Antiglobulin Reaction；MAR）検査と免疫ビーズ検査（Immunobead Test；IBT）のみである。

### 混合抗グロブリン反応検査（MAR）
MARテストの原型は古典的なクームス試験に基づいており、精子をヒトIgGでコートしたヒト赤血球と混合する。ウサギまたはヤギの単特異的抗ヒトIgG抗体を加える。精子が抗精子抗体でコーティングされている場合、凝集（ゆっくりとした「震え」のように動く）が観察される。ヒト赤血球の代わりに、ヒトIgG 抗精子抗体でコーティングしたラテックス粒子を使用するMAR検査もある。この検査は新鮮な精液で実施され、振盪加温に要する時間はわずか10分であるため、MAR検査はヒト射精液中の抗精子抗体を迅速かつ簡便にスクリーニングするツールとなる。しかしながら、精子数が非常に少ないサンプル（重症精子減少症、あるいは無精子症）は、この方法では評価できない。また、精液の粘度が高い場合には、この方法を使用できないことがある。

### 免疫ビーズ検査（IBT）
IBTは、ウサギ抗ヒト免疫グロブリン抗体でコーティングされたポリアクリルアミド球を使用する。この粒子は、直接IBTでは精子に結合した抗精子抗体を同定するために、間接IBTでは様々な体液（精漿、子宮頸管粘液、子宮体液、卵管液、卵胞液）中に存在する抗精子抗体を同定するために使用される。
抗精子抗体は女性の子宮頸管粘液中にも存在し得る。これらの抗体は性交後検査（PCT）によって証明される。この検査は古くから、多くの婦人科医によって広く用いられている。この検査は、無防備な性交渉の8～12時間後、子宮頸管粘液の粘性が最も低く、精子に対して最も透過性の高い排卵推定時刻に行われる。顕微鏡高倍率視野あたり10個未満の精子しか認められない場合は、結果が不良と見做される。
一般に、抗精子抗体の診断に使用される検査の主な欠点は、利用可能な研究で示されたデータの異質性である。即ち標準化されておらず、手法間での正確な比較が難しい。

## 治療
抗精子抗体産生の正確な病因は殆ど不明であるため、抗精子抗体を介した不妊症の原因治療はほぼ不可能と言える。
副腎皮質ホルモンやシクロスポリンによる免疫抑制療法が提案され、有望な結果が得られているが、大規模無作為化比較試験では明確な有効性を示すことはできなかった。時に重篤な副作用があるため、多くの臨床医は免疫不全患者を上記の薬剤で治療することに消極的である。
臨床現場では、生殖補助医療が免疫性不妊症治療の基本のキと考えられている。
子宮内人工授精（IUI）は子宮頸管粘液中に存在する抗精子抗体を回避できるかもしれないが、119のIUIからなる研究において、成功例は報告されていないことから、抗精子抗体の他のメカニズムが関与していることが示唆される。抗精子抗体は通常、精子表面抗原と高い親和性で結合しているため、顕微授精の前に行われる通常の洗浄では効果がない。そのため、抗精子抗体分子を切断するためにキモトリプシン／ガラクトースで精子を処理することを推奨されることもある。しかし、この消化酵素が受精に関与する精子表面レセプターに悪影響を及ぼす可能性について懸念があるため、この方法は臨床医には採用されていない。
体外受精（IVF）では、抗精子抗体陽性者の妊娠率は低く、基本的に抗精子抗体の力価が高いほど悪い結果となる。この逆相関は抗精子抗体陽性の男性でより顕著である。精子の頭部に結合する抗精子抗体は、精子の中片部や尾部に結合する抗精子抗体よりも受精に悪影響を及ぼすことが報告されている。
体外受精に卵細胞質内精子注入法（ICSI）を追加した場合、抗精子抗体陽性・陰性カップルの両方で同様の結果が観察されている。とはいえ、ある研究では、抗精子抗体陽性のカップルで自然妊娠の失敗が有意に高いことが示されている。

## 有病率
抗精子抗体は、精子が免疫系に遭遇するたびに発生する可能性がある。抗精子抗体は女性にも男性にも発生し、男性からアナルセックスを受けたり、男性にオーラルセックスを行ったりする女性や男性も含まれる:210。
抗精子抗体は、不妊症カップルの約10〜30％の不妊原因として考えられており、男性では、診断された不妊症の約12〜13％（メタアナリシスでは20.4％）が免疫学的理由に関連している。特発性不妊症（全症例の31％）への寄与はいまだ不明であるため、有病率はもっと高い可能性がある。しかし、これらの抗体は受精可能な男性の約1〜2.5％、受胎可能な女性の約4％にも存在し、受胎可能な集団に抗精子抗体が存在することは、すべての抗精子抗体が不妊の原因になるわけではないことを示唆している:27。受精プロセスに関与する抗原に対する抗体だけが不妊の原因となる。
精管切除術を受けた後、精管吻合術によって精子を射精可能となった男性の約75％が、血中に高濃度の抗精子抗体を有している:v。これらの循環抗体は、男性の生殖能力に影響を及ぼさない。男性の生殖器官に存在する抗精子抗体だけが生殖能力に影響を与えると考えられる:134。
セックスワーカーの約40～45％が抗精子抗体陽性であるのに対し、対照群ではわずか5％である。これらの数値は、避妊法を用いていない人ほど高くなることが研究で示されている。

## 調査研究
抗精子抗体の標的となる具体的な精子表面抗原を同定するための一般的な努力がある。精子は受精、先体反応、透明帯結合、精子・卵子膜融合などの生物学的変化を経るため、精子表面に出現する抗原は時間的に動的に変化する。さらに、精子表面抗原の一部は胚の細胞膜に取り込まれる可能性があり、その結果、受精後に抗精子抗体が悪影響を及ぼす可能性がある。
精子抗原や組換え抗精子抗体をヒトや飼育動物、野生動物の避妊ワクチンとして使用する研究は行われているが、臨床試験は行われていない。
女性も男性も、どのようなメカニズムで抗精子抗体を発症するのかもよく判っておらず、研究課題となっている:161:133。